# František Pelikán

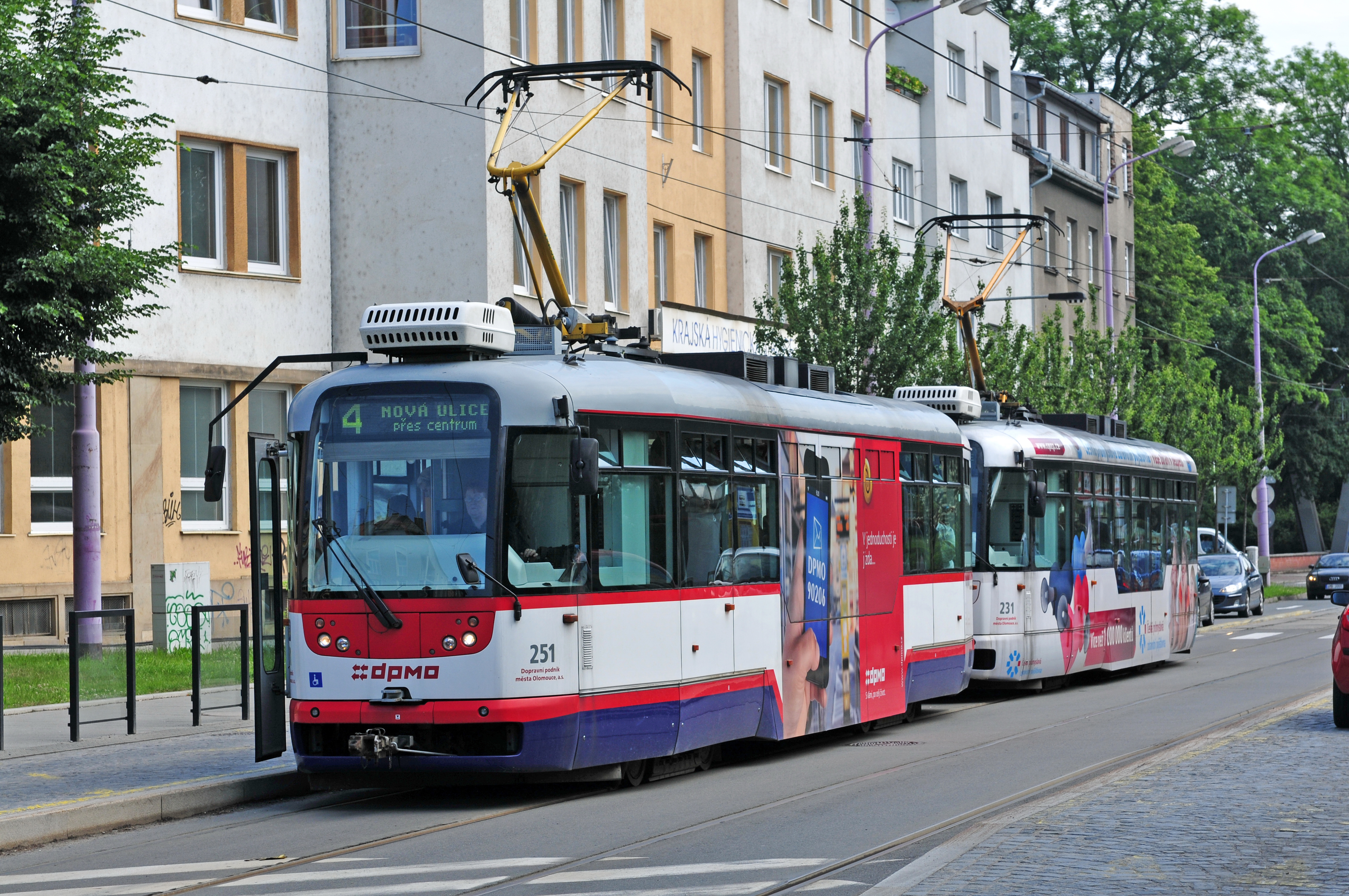
Souprava tramvají VarioLF, jejichž čela jsou dílem Františka Pelikána

Doc. ak. soch. František Pelikán (6. listopadu 1948 Plzeň – 7. května 2016) byl český průmyslový výtvarník, designér a vysokoškolský pedagog.

## Život a dílo
V roce 1976 absolvoval v Ateliéru tvarování strojů a nástrojů VŠUP, jenž se nacházel v tehdejším Gottwaldově (dnes Zlín). Následující rok pracoval na designérském oddělení Institutu průmyslového designu v Praze a od roku 1977 měl svobodné povolání. Jako designér externě spolupracoval s řadou podniků na návrzích jejich průmyslových výrobků (výrobní linky pro izolátory, jízdní kola, obráběcí stroje), řešení interiérů a firemních označení.
Významná je jeho práce v oblasti dopravních prostředků. Navrhl úpravy vzhledu závodního speciálu Škoda 130 LR Evo a okruhové verze Škody 130 R Rapid. V 90. letech vytvořil ve spolupráci s Karlem Syrůčkem design pro autobus OASA 901, jeho dílem je i vzhled modernizovaných pražských souprav metra 81-71M. S Michalem Horáčkem navrhl interiér tramvají Škoda 14T (a odvozených verzí) a sám kompletně vytvořil design soupravy metra NěVa pro Petrohrad. Je autorem čelních částí tramvají VarioLF (včetně odvozených verzí) a vlečného vozu VV60LF a vzhledu prototypového vozu metra Škoda 6Mt.
Od roku 1996 vyučoval na Západočeské univerzitě v Plzni, nejprve na Fakultě elektrotechnické, po roce 2001 na Fakultě pedagogické a od roku 2004 na Ústavu umění a designu (UUD) - dnes Fakulta designu a umění Ladislava Sutnara Západočeské univerzity.
V roce 2015 získal Uměleckou cenu města Plzně za celoživotní dílo.
Zemřel dne 7. května 2016 po rok trvající nemoci.

## Dílo
Stěžejní a oceněné práce:
- 1981 - Frézka FNGJ 32 od firmy TOS Žebrák. Ocenění za vynikající design.
- 1991 - mobilní kompresor Škoda 203. Cena za dobrý design.
- 1994 - kabina vagónů metra 81-71M - modernizace vozu metra 81-717 od Škody Transportation. Cena za dobrý design.
- 1996 - kabina elektrické lokomotivy Škoda 109E.
- 2001 - frézovací a vrtací portál FVP 120 CNC od firmy Strojírna Tyc s. r. o. z Mýta. Zlatá medaile na Mezinárodním strojírenském veletrhu v Brně ve 2. kategorii Obrábění, tváření a povrchové úpravy.[6]
- 2002 - karoserie vagónů metra Škoda 6Mt.
- 2002-2003 - restyling (facelift) vozů Škoda Octavia, Fabia a Opel Corsa.
- 2007 - interiér tramvaje Škoda 14T. Cena za dobrý design.
- 2008 - 18Mt karosérie vagónů metra NěVa (rusky НеВа) pro petrohradské metro.